# Kakamigahara

Kakamigahara (各務原市 Kakamigahara-shi?) este un municipiu din Japonia, prefectura Gifu.